# على الهوا (فلم)
على الهوا فيلم مصري إنتاج عام 2006.

## قصة الفيلم
تدور أحداث الفيلم حول محاولة القنوات الفضائية خداع المشاهدين بإغرائهم للمشاركة في برامج الهدف منها جذب الجمهور وأموال الإعلانات، حيث تقوم إحدى القنوات الفضائية تسمى «وان تي في» بالأعلان عن مسابقة تدعى «الصمت» وهي نوع من برامج تلفزيون الواقع وفكرة المسابقة تعتمد على التزام المشاركين بالصمت لمدة 30 يوم للفوز بجائزة البرنامج التي تقدر بمليون جنيه.

## بطولة
- فاطمة ناصر
- مي القاضي
- حسام داغر
- مؤمن نور
- ريم عبد العزيز
- شادي خلف
- أحمد جمال
- مشيرة محمد
- رانيا ملاح
- عمرو يوسف
- ميرهان صالح
- شيرين الطحان

## روابط خارجية
- مقالات تستعمل روابط فنية بلا صلة مع ويكي بيانات